# Philocheras bidentatus
Philocheras bidentatus is een garnalensoort uit de familie van de Crangonidae. De wetenschappelijke naam van de soort is voor het eerst geldig gepubliceerd in 1844 door De Haan.